# Diradiote
Diradiote (in greco antico: Δειραδιῶται?, Deiradiótai) era un demo dell'Attica collocato sulla costa a sud-est della regione, presso l'attuale Daskalio, a est di Keratea.

## Descrizione
Il demo sorgeva su una piccola pianura alluvionale sviluppata lungo la costa. Il nome deriva dalla parola δειράς (deirás, "catena montuosa"), che evidenzia la sua collocazione sulle colline vicino alla foce del fiume che si gettava nel mare a nord di Torico. Il demo viveva di pesca e altre attività legate al mare.